# Audio Home Recording Act
Der Audio Home Recording Act (AHRA) ist ein 1992 verabschiedeter Zusatz zum US-amerikanischen Copyright-Gesetz, der auf die DAT-Technologie zugeschnitten ist; er verbietet die Herstellung, Einfuhr und Verbreitung von digitalen Audioaufnahmegeräten, die nicht über ein SCMS oder vergleichbares System verfügen, und Geräte, deren primärer Zweck es ist, solche Kopierschutzmechanismen zu umgehen, zu entfernen oder zu deaktivieren.
Der AHRA etablierte in den USA ein Pauschalvergütungssystem für digitale Audioaufnahmegeräte und -leermedien; eines der frühesten Beispiele für ein lex digitalis.